# Sackbrut-Virus
Das Sackbrut-Virus (englisch Sacbrood virus, SBV; Spezies Iflavirus sacbroodi) ist ein Insektenvirus aus der Familie Iflaviridae in der Ordnung Picornavirales, das bei Larven der Honigbiene die sogenannte Sackbrut-Krankheit verursacht. Es wurde von L. Bailey 1964 erstmals identifiziert und als viraler Erreger beschrieben.

## Eigenschaften
Das Virion des SBV besteht aus einem unbehüllten Kapsid, das wahrscheinlich aus drei verschiedenen viralen Strukturproteinen VP1 bis VP3 zusammengesetzt ist und einen Durchmesser von 26 nm besitzt. Das Kapsid ist sehr umweltstabil und resistent gegenüber Detergenzien. Im Inneren des Kapsids befindet sich eine etwa 8800 nt große, einzelsträngige, lineare RNA mit positiver Polarität, die in einem einzelnen Offenen Leserahmen für ein großes Polyprotein kodiert. Der Leserahmen wird von einer 5´- und 3´-Nichtkodierenden Region von 178 bzw. 142 nt Länge flankiert. Das Polyprotein zeigt neben vier vorhergesagten Strukturproteinen weitere für Picornaviren typische Nicht-Strukturproteine, so eine RNA-Helikase, eine Chymotrypsin-ähnliche Protease und eine RNA-abhängige RNA-Polymerase. Das kleinste für Picornaviren typische Strukturprotein VP4 konnte im Virion bislang nicht nachgewiesen werden. Nach Sequenzvergleichen ist es sehr eng mit dem Flügeldeformationsvirus (DWV) und seinem Subtyp Kakugo-Virus verwandt.

## Isolate
Als Subtypen wurden verschiedene Isolate identifiziert, so in Europa das Sackbrut-Virus Rothamsted (SBV-UK, isoliert in Rothamsted Research) und die chinesischen Isolate (CSBV) CSBV-LN und CSBV-GZ. Diese Subtypen unterscheiden sich geringfügig in der Genomlänge und in einigen Aminosäuren-Deletionen.